# 臺灣地方特色產業
地方特色產業，地方是指以鄉、鎮、市為地域單位。特色產業是指依據當地氣候、地理資源、歷史故事、傳統技藝、種族風俗所發展的經濟活動，具有獨特、歷史、文化的特性。
針對地方特色產業進行推動政策，最早是日本在1980年，在大分縣推動「一村一品」的活動，收到良好經濟效益，引起泰國、菲律賓等國家重視，也開始進行扶植地方特色產業的計畫。經濟部中小企業處自1989年起，在台灣319鄉鎮中挖掘深具當地特色的產業及產品，以「一鄉鎮一特色」為發展目標（簡稱OTOP，One Town One Product），由輔導團隊的協助，用知識經濟的概念，以創新、創意和品牌，提高產品的附加價值，培育人才、創造當地的就業機會，有效地與當地生態、觀光、節慶作結合，形成更有規模且可永續經營的經濟體。同時參與亞太經濟合作會議（APEC），與世界其他推動地方特色產業的國家進行交流。
依據經濟部中小企業處「99年度地方產業發展策略規劃會議」所研擬之「OTOP品牌通路深化與推動行動方案」，針對20年地方產業輔導成果盤點結果，將地方產業分為六大類別，並分別定義產業範疇。
- 產業類別

1. 加工食品類:包含製茶、脫水食品（如：米粉）、豆類加工食品（如：豆干）、酒類釀造、糖果、烘培食品、食用油、醃製製品、冰凍食品等。
2. 文化工藝類:在地住民運用當地原料發展具地方文化特質、蘊藏歷史意涵，及收藏或實用價值的產品，如竹藝、石藝、木藝、漆藝、陶藝、編染、紙製品等。
3. 創意生活類:以創意整合生活之核心知識，提供具有深度體驗及高質美感之產業，如特製毛巾、竹炭製品、手工肥皂、精油等生活用品，以及運用地方民俗文化或產業轉型所延伸之相關創意產品。

- 服務類別

1. 休憩服務類:各地區地形、資源的不同及當地住民的巧妙運用所形成的商業活動，成為當地地方特色，如休閒農場、民宿/渡假村、觀光景點、生態體驗、溫泉/冷泉等。
2. 節慶民俗類:國家12大節慶、地方特色及傳統慶典、民俗或傳統儀式，如臺中大雅小麥節、白河蓮花季等。
3. 在地美食類:地方小吃、創意主題美食、養生蔬食等。

## 外部連結
- OTOP城鄉特色網 （页面存档备份，存于） （繁體中文）
- APEC地方特色產業網路博覽會 （页面存档备份，存于） （繁體中文）